# Simaethistis leechi
Simaethistis leechi är en fjärilsart som beskrevs av South 1901. Simaethistis leechi ingår i släktet Simaethistis och familjen Simaethistidae. Inga underarter finns listade i Catalogue of Life.